# Florian Grillitsch
Florian Grillitsch (Neunkirchen, 7 de agosto de 1995) es un futbolista austriaco que juega de centrocampista en el TSG 1899 Hoffenheim de la 1. Bundesliga.

## Trayectoria
Comenzó su trayectoria en las categorías inferiores del SKN St. Pölten con el que llegó a ganar la liga y ser el máximo goleador con 22 goles en categoría sub-18.
Fichado por el SV Werder Bremen para su cantera en 2013, debutó en la Bundesliga el 15 de agosto de 2015 ante el F. C. Schalke 04.
El 16 de enero de 2017 fichó por el TSG 1899 Hoffenheim con el que logró la cuarta plaza en la Bundesliga clasificándose para la previa de la Liga de Campeones de la UEFA 2017-18 donde quedaron eliminados por el Liverpool F. C. a un paso de la fase de grupos.
Su contrato con este equipo expiró en junio de 2022. Entonces estuvo dos meses libre, hasta que el 1 de septiembre firmó por una temporada con el Ajax de Ámsterdam. En ella disputó 18 encuentros y un año después volvió al TSG 1899 Hoffenheim con un contrato hasta junio de 2026. En estas dos etapas en el club disputó 196 encuentros.
El 3 de febrero de 2025 fue cedido al Real Valladolid C. F. para lo que quedaba de temporada.

## Selección nacional

### Participaciones en Eurocopas
| Copa          | Sede     | Resultado        | Partidos | Goles |
| ------------- | -------- | ---------------- | -------- | ----- |
| Eurocopa 2020 | Europa   | Octavos de final | 3        | 0     |
| Eurocopa 2024 | Alemania | Octavos de final | 4        | 0     |

### Goles como internacional
| Goles internacionales con Austria | Goles internacionales con Austria | Goles internacionales con Austria | Goles internacionales con Austria | Goles internacionales con Austria | Goles internacionales con Austria | Goles internacionales con Austria |
| #                                 | Fecha                             | Lugar                             | Rival                             | Gol                               | Resultado                         | Competición                       |
| --------------------------------- | --------------------------------- | --------------------------------- | --------------------------------- | --------------------------------- | --------------------------------- | --------------------------------- |
| 1.                                | 27 de marzo de 2018               | Estadio Josy Barthel, Luxemburgo  | Luxemburgo                        | 0–2                               | 0-4                               | Amistoso                          |

## Clubes
Actualizado a 18 de mayo de 2025.
| Club                           | País          | Año           | Partidos | Goles |
| ------------------------------ | ------------- | ------------- | -------- | ----- |
| Werder Bremen II               | Alemania      | 2014-2015     | 36       | 10    |
| Werder Bremen                  | Alemania      | 2015-2017     | 54       | 4     |
| TSG 1899 Hoffenheim            | Alemania      | 2017-2022     | 151      | 8     |
| Ajax de Ámsterdam              | Países Bajos  | 2022-2023     | 18       | 0     |
| TSG 1899 Hoffenheim            | Alemania      | 2023-act.     | 45       | 1     |
| Real Valladolid C. F. (cedido) | España        | 2025          | 13       | 0     |
| Total carrera                  | Total carrera | Total carrera | 317      | 23    |

## Palmarés

### Títulos nacionales
| Título            | Club             | País     | Año     |
| ----------------- | ---------------- | -------- | ------- |
| Regionalliga Nord | Werder Bremen II | Alemania | 2014-15 |